# اولگ فریلیخ
اولگ نیکلایوویچ فریلیخ (روسی: Олег Николаевич Фре́лих؛ ‏ ۲۴ مارس ۱۸۸۷ – ۶ سپتامبر ۱۹۵۳) بازیگر، و کارگردان فیلم اهل امپراتوری روسیه بود.